# Marie-Madeleine Guimard

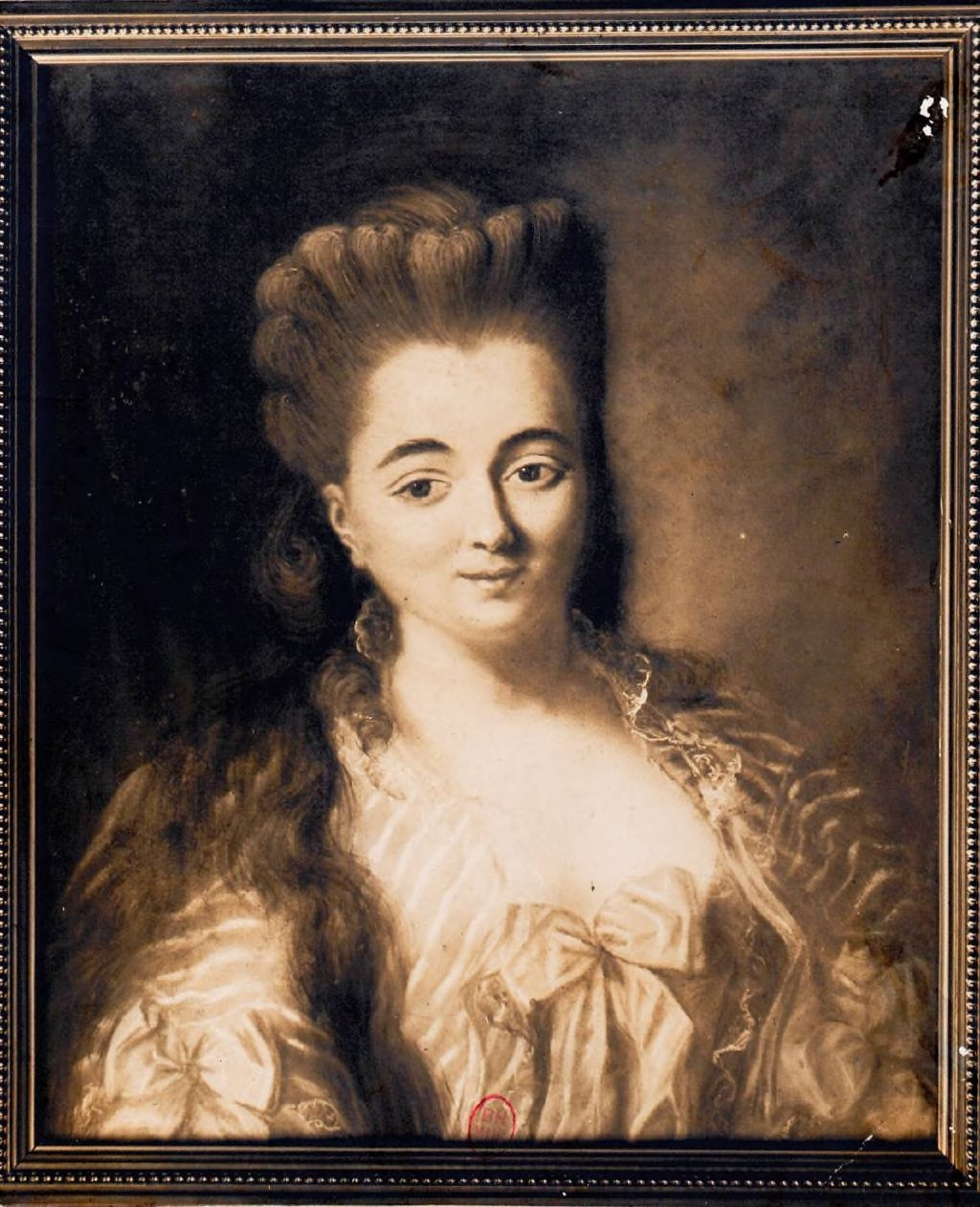
Marie-Madeleine Guimard

Marie-Madeleine Guimard (Parijs, 1743 - aldaar, 4 mei 1816) was een Franse danseres.

## Carrière
Guimard trad op veertienjarige leeftijd toe tot het balletgezelschap van de Comédie-Française. Op achttienjarige leeftijd vervoegde ze de Académie royale de musique. Daar bouwde ze tussen 1761 en 1789 haar carrière uit. Ze werd La Guimard genoemd of ook l'araignée ("de spin") en le squelette des Grâces ("het skelet der Gratiën"), beide vanwege haar mager figuur dat toen eerder onmodieus was. Met haar expressieve, delicate en harmonieuze stijl blonk ze uit in galante balletten gebaseerd op de Grieks-Romeinse mythologie. Ze danste in Jason et Médée (1770) en Les Caprices de Galatée (1776) van Jean-Georges Noverre en in La Chercheuse d'esprit (1778) en Mirza et Lindor (1779) van Maximilien Gardel. Ze werd rijk door genereuze bewonderaars. Bij haar woning in Pantin liet ze een theater bouwen waar ze optrad voor haar aristocratische vrienden en waar ze libertijnse stukken liet opvoeren. Aan de Parijse Rue de la Chaussée d'Antin liet ze vervolgens een luxueuze woning bouwen. Het theater bij deze woning had tot 500 plaatsen. In 1789 huwde La Guimard met de oud-danser en zanger Jean-Étienne Despréaux. Voor haar vrienden-kunstenaars, onder anderen schilder Jean-Honoré Fragonard, trad ze op als mecenas.
Ze overleed in 1816 in relatieve armoede.

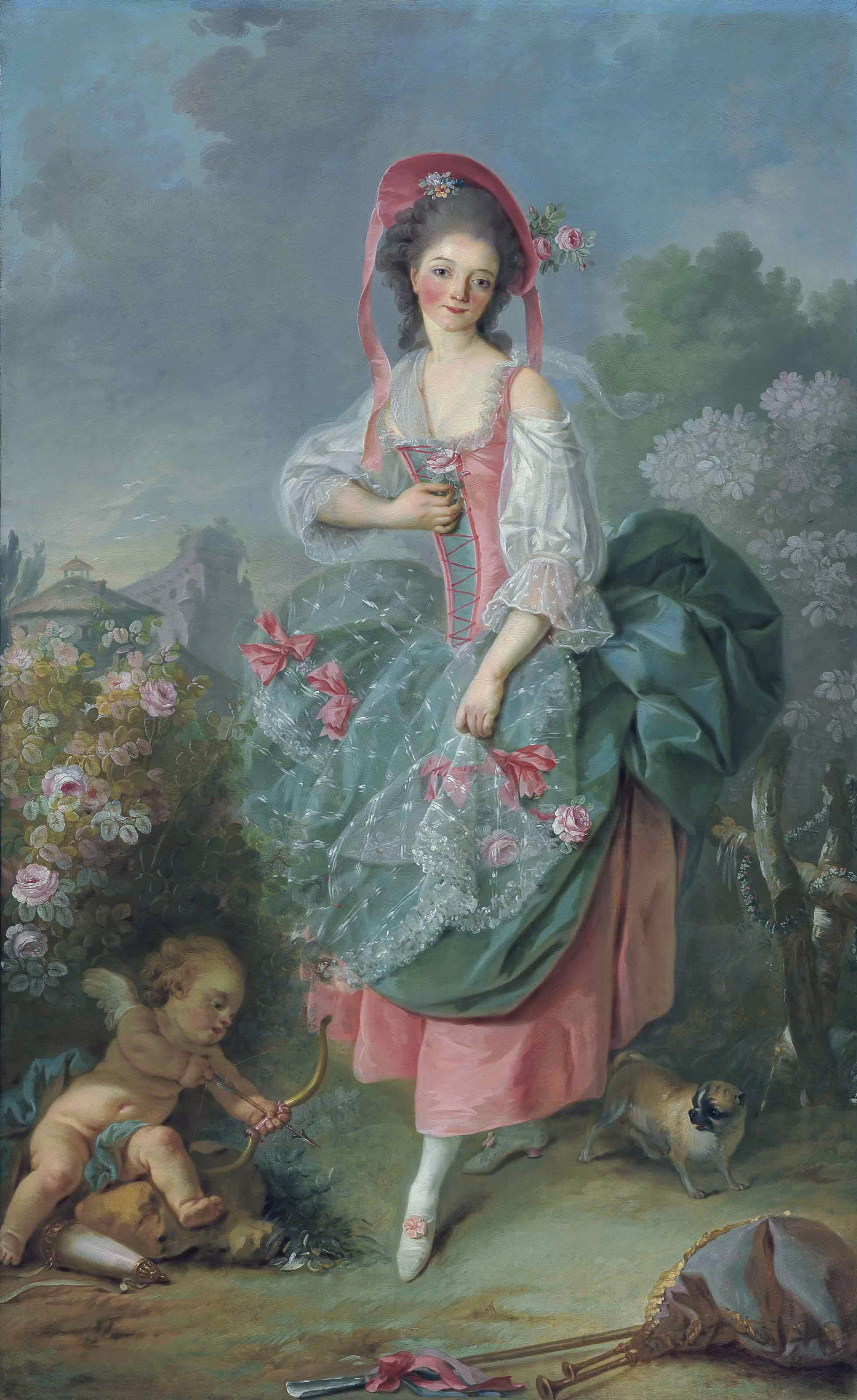
La Guimard als Terpsichore, rond 1774 (Jacques-Louis David)
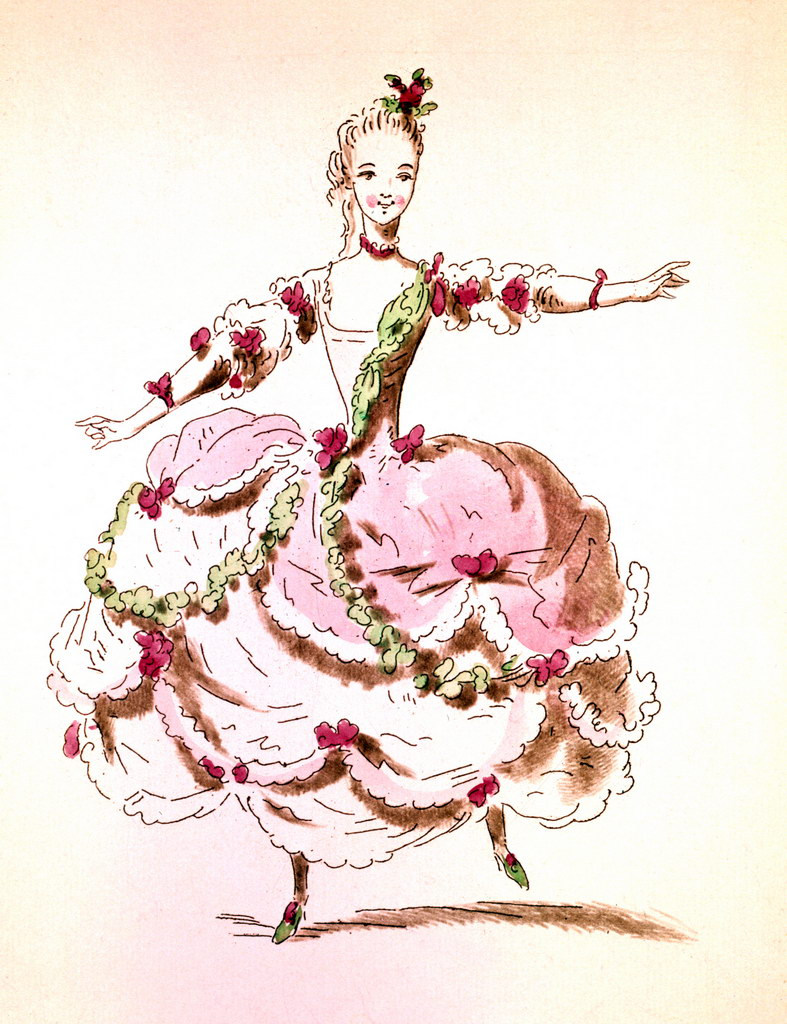
La Guimard rond 1760
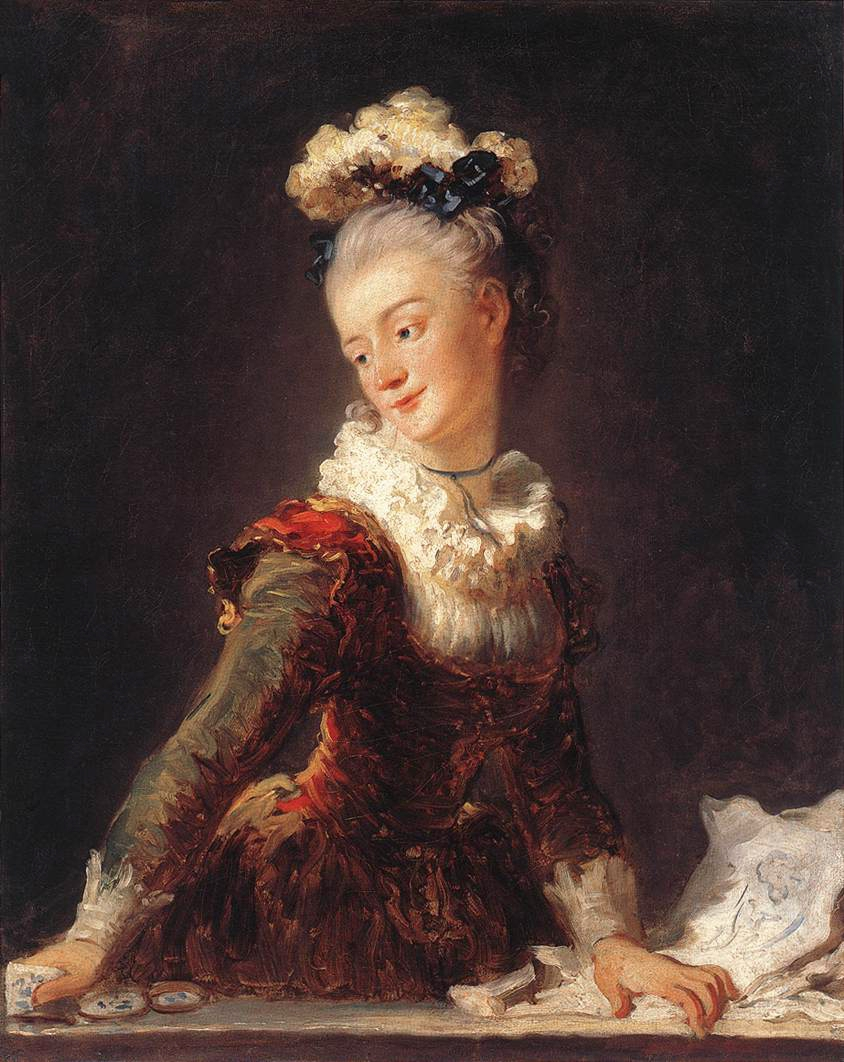
La Guimard, 1769 (Jean-Honoré Fragonard)
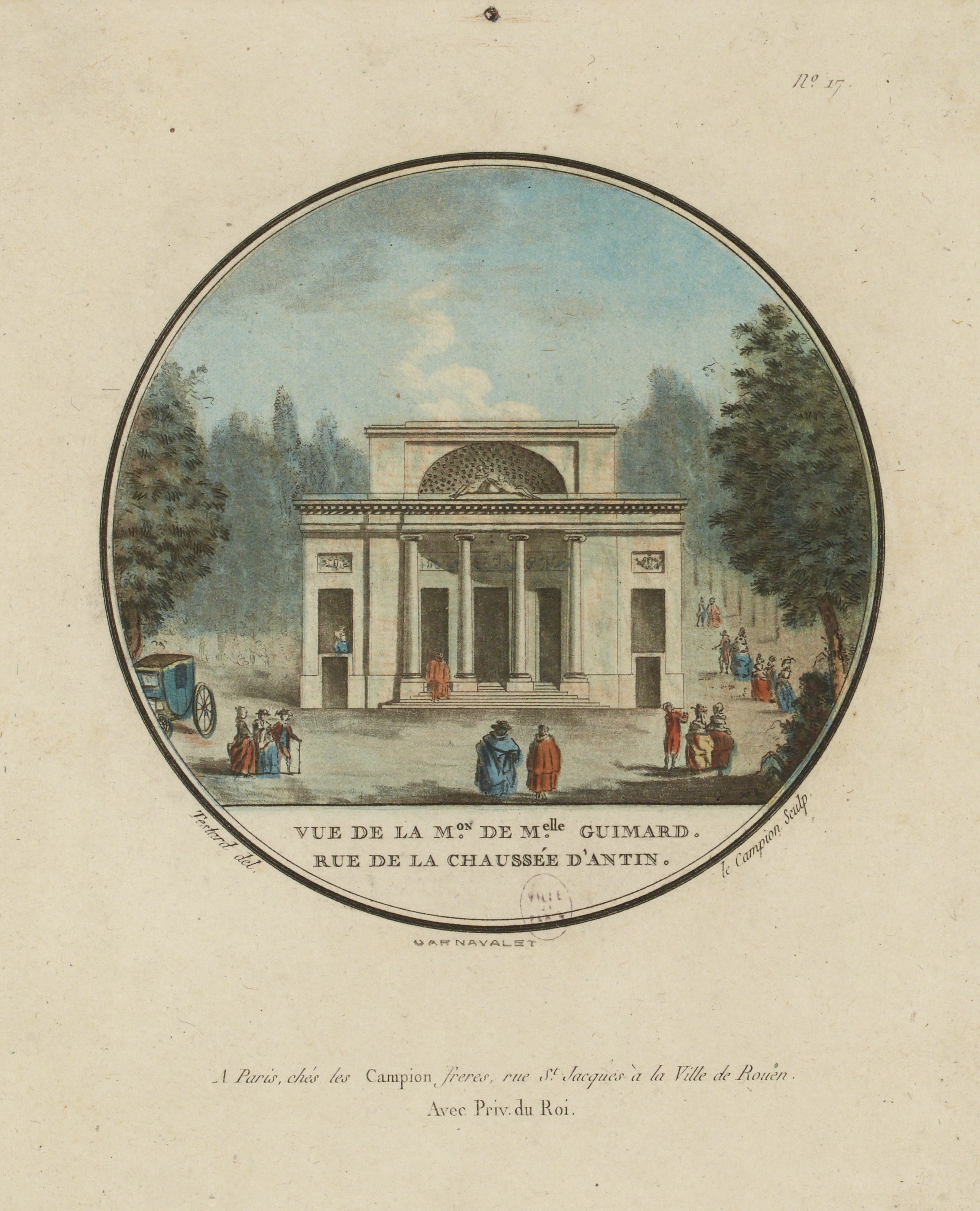
Woning/theater aan de Rue de la Chaussée d'Antin